# Torvosaurus
Torvosaurus (lagarto salvaje) es un género  extinto con dos, posiblemente 3, especies conocidas de dinosaurio terópodo megalosáurido, que vivió entre finales período Jurásico Medio y finales del Jurásico Superior, entre 165 a 148 millones de años, desde el Calloviense al Titoniense, en lo que hoy es Europa, Norteamérica, África y Sudamérica. Sus restos se han encontrado tanto en la Formación Morrison de Estados Unidos como en la Formación Lourinhã de Portugal. Restos fosilizados de Torvosaurus se han encontrado en Estados Unidos y Portugal de forma confirmada y posiblemente también en Alemania, Inglaterra, Tanzania y Uruguay. 
En 1979 se nombró a la especie tipo Torvosaurus tanneri. T. tanneri era un carnívoro bípedo grande, de constitución robusta que podía crecer a una longitud cercana a los 10 metros. T. tanneri estuvo entre los mayores carnívoros de su tiempo, junto a Epanterias, el cual puede ser en realidad un individuo grande de Allosaurus y Saurophaganax. Los especímenes referidos a la especie europea Torvosaurus gurneyi fueron en principio considerados como mayores de los once metros de largo, pero posteriormente se mostró que eran menores. Basándose en la morfología ósea de Torvosaurus, se cree que tenía brazos cortos pero muy poderosos.

## Descripción

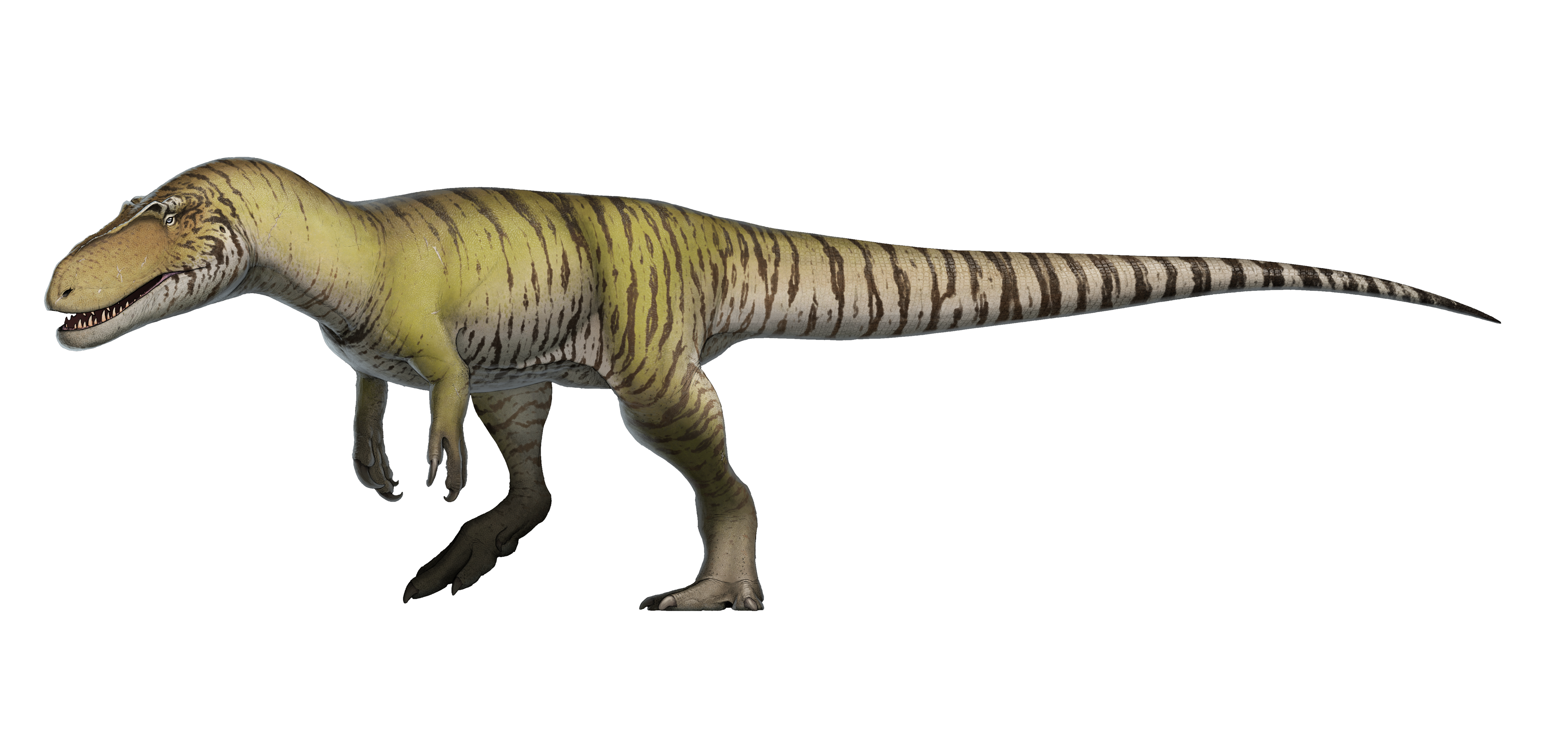
Recreación en vida de T. tanneri.

Torvosaurus fue un enorme depredador, con una longitud corporal máxima estimada en 10 metros y una masa de 4 a 5 toneladas tanto para T. tanneri como T. gurneyi, situando a Torvosaurus entre los mayores carnívoros terrestres del Jurásico. En 2014 se estimó 10 metros y una masa de 3,6 a 4,5 toneladas métricas  para la especie portuguesa T. gurneyi, haciendo T. gurneyi entre los carnívoros terrestres más grandes del Jurásico. Se ha afirmado además que pudo alcanzar tamaños incluso mayores. El sinónimo Edmarka rex fue nombrado porque se supuso que rivalizaría con Tyrannosaurus rex en longitud. Igualmente se asumió que "Brontoraptor" era un Torvosaurus de tamaño gigantesco. Se han realizado afirmaciones que indican tamaños aún mayores para la especie americana T. tanneri de hasta 12 metros de largo y más de 4 toneladas con base en restos incompletos de Edmarka rex y "Brontoraptor".  Sin embargo, estas afirmaciones sobre T. tanneri probablemente sean erróneas, ya que los restos descubiertos de T. tanneri indica que alcanzaron el tamaño adulto a los 9 metros de largo y aproximadamente 2 toneladas de masa corporal.  Además, tanto Edmarka rex como "Brontoraptor" carecen de un análisis detallado para verificar si realmente pertenecen a T. tanneri.
Los especímenes de T. gurneyi de Portugal en un principio inspiraron mayores estimaciones de tamaño. En 2006 un extremo inferior de un fémur, el espécimen ML 632, fue referido a Torvosaurus sp. y luego a T. gurneyi. Este espécimen fue estimado inicialmente como perteneciente a un animal de 11 metros de largo. Su maxilar medía 63 centímetros, mucho más grande que el espécimen americano de 47 cm, que da una estimación para el cráneo de 88 cm. Basado en esto la estimación para el espécimen portugués es de un cráneo de 108 cm. Aplicando el método de extrapolación de J.F. Anderson, que correlaciona pesos de los mamíferos con su circunferencia del fémur, el resultado es un peso de 1930 kilogramos. No obstante, revisiones de las estimaciones realizadas en 2014 sugieren un tamaño total algo menor para este espécimen, de unos 10 metros. Entre los rasgos distintivos entre T. gurneyi y T. tanneri están el número de dientes y el tamaño y forma de la boca. Mientras que la mandíbula superior de T. tanneri tiene más de 11 dientes, y la de T. gurneyi menos.

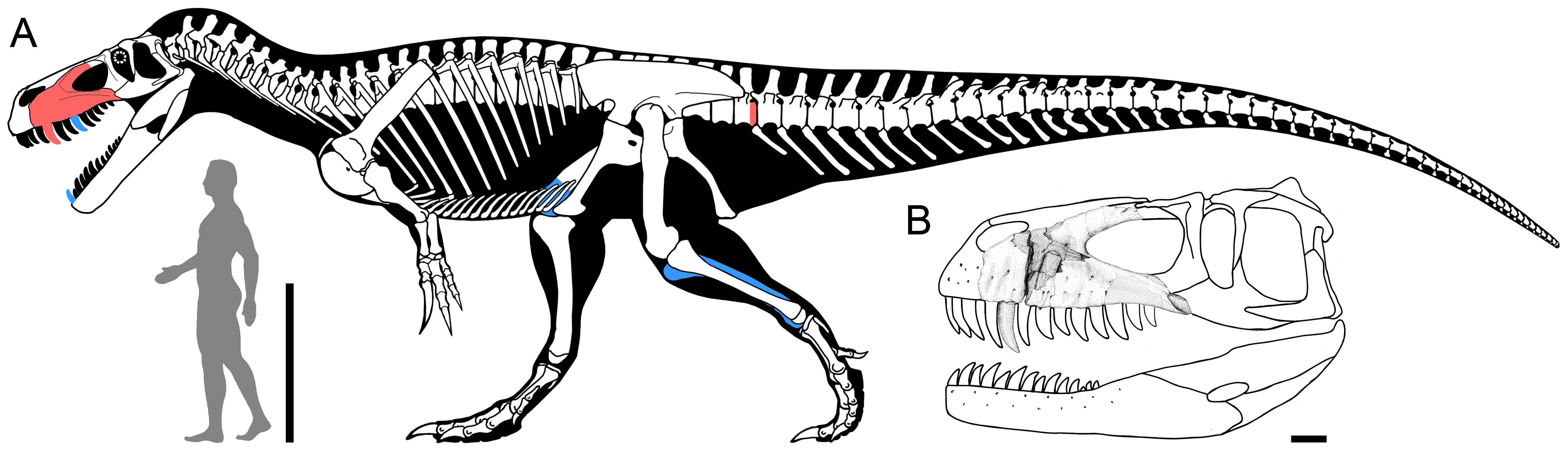
Diagrama esquelético mostrando el tamaño de T. gurneyi, y destacando los restos conocidos.

Torvosaurus tenía un hocico alargado y estrecho, con un pliegue de perfil justo sobre las fosas nasales. El hueso más al frente en el hocico, el premaxilar, tiene tres dientes aplanados orientados ligeramente hacia afuera con el borde frontal de la corona dental solapándose con el lado externo de la corona precedente. El maxilar era alto y tenía al menos once dientes alargados. La fenestra anteorbital era relativamente corto. El hueso lacrimal tenía un distintivo cuerno en la parte superior; su extremo inferior es ancho en vista lateral. La órbita ocular era alta con un extremo inferior en punta. El yugal era largo y delgado transversalmente. La parte inferior del lado frontal del hueso cuadrado estaba ahuecado por una depresión en forma de lágrima, la superficie de contacto con el hueso cuadratoyugal. Tanto las vértebras cervicales como las vértebras dorsales frontales poseían articulaciones relativamente flexibles en forma de bola. Estas bolas, en el lado frontal de los centros de las vértebras, tenían un borde amplio, una condición que Britt comparó con la forma de un bombín. La base de la cola era rígida en el plano vertical por espinas neurales que eran altas y muy anchas en vista lateral. La parte superior del brazo era muy robusta; el antebrazo era corto y fuerte. Si la garra del pulgar estaba especialmente alargada es desconocido. En la pelvis, el ilion se parecía al de Megalosaurus y tenía una forma alta, corta en la parte frontal y una punta posterior más larga de forma ahusada. La pelvis completa tenía una constitución masiva, con faldones de hueso entre los pubis y los isquiones contactándose entre sí y formando una parte inferior en forma de bóveda cerrada.
Entre las características diferenciadoras reconocidas originalmente entre T. gurneyi y T. tanneri están el número de dientes y el tamaño y forma de la boca. Mientras que la mandíbula superior de T. tanneri tiene más de 11 dientes, la de T. gurneyi tiene menos. Sin embargo, un examen posterior de un nuevo maxilar derecho probablemente perteneciente al mismo individuo que el holotipo de T. gurneyi ha determinado que si bien las dos especies se pueden distinguir en función de la morfología de la pared medial maxilar y las placas interdentales, el número supuestamente menor de dientes maxilares en la forma portuguesa puede ser un artefacto de conservación ya que no es posible saberlo en este momento. el número exacto de dientes en el maxilar completo.

### Rasgos anatómicos distintivos

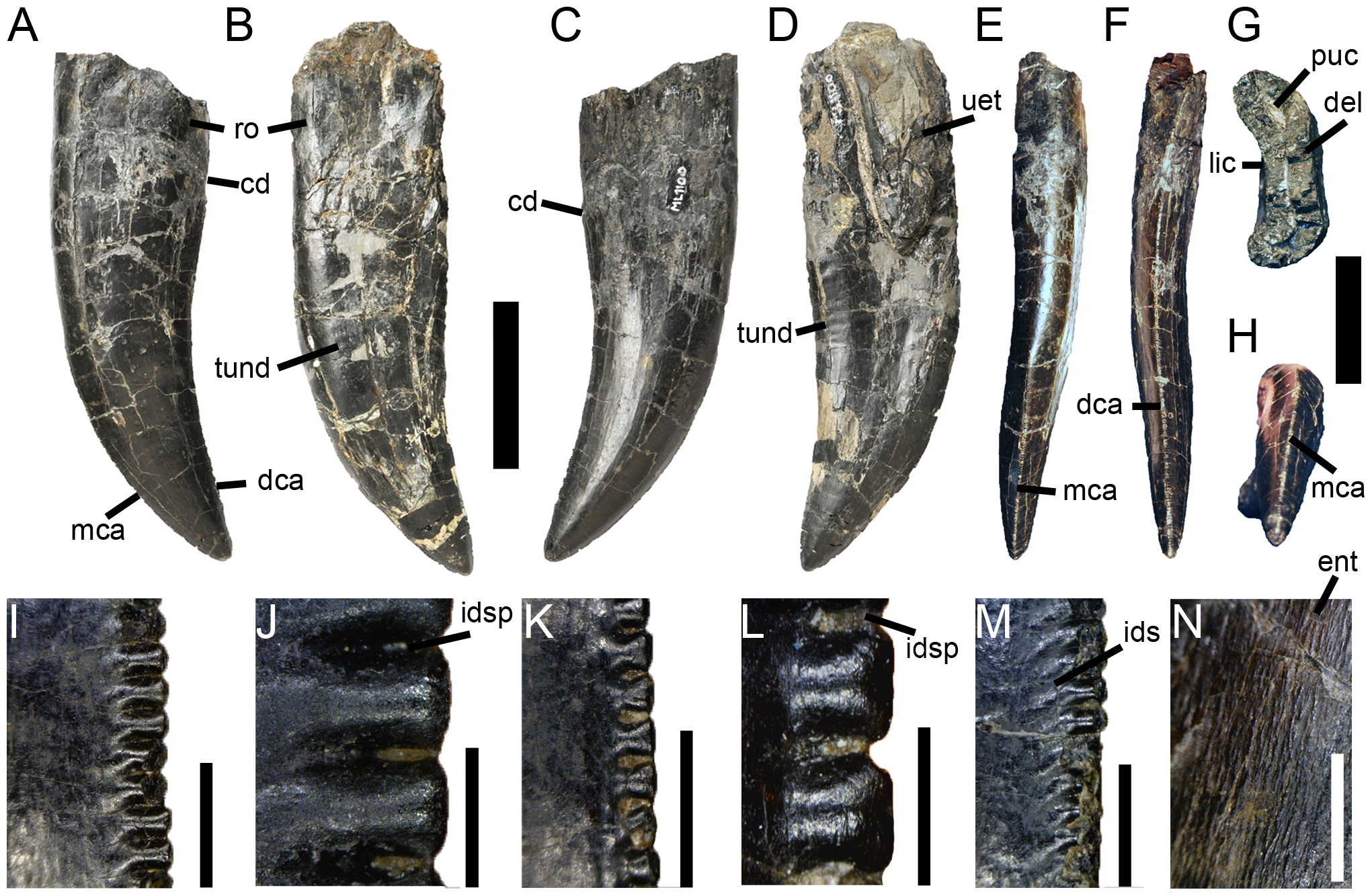
Dientes de T. gurneyi.

Una diagnosis es una declaración de los rasgos anatómicos de un organismo o grupo que los distinguen colectivamente de todos los demás organismos. Algunas, pero no todas de las características de una diagnosis son también autapomorfias. Una autapomorfia es un rasgo anatómico distintivo que es único de un organismo o grupo determinado.   De acuerdo con Carrano et al. en 2012, Torvosaurus puede ser distinguido basándose en las siguientes características. La presencia de una fosa poco profunda en el maxilar, carece de la fenestra maxillaris atravesando la pared ósea. La presencia de placas interdentales fusionadas. Las fosas neumáticas en los centros de las vértebras dorsales posteriores y las caudales anteriores están expandidos, formando aberturas grandes y profundas. La placa puboisquiática está muy osificada (las placas óseas pares, en ambos lados, se conectan y cierran en la parte inferior de la pelvis. Un rasgo muy basal que Galton y Jensen vieron como una indicación de que Theropoda era un grupo polifilético, ya que los Carnosauria habrían evolucionado independientemente de prosaurópodos carnívoros. De acuerdo con Rauhut en 2000 hay una expansión distal del eje del isquion con una prominente cresta lateral en el medio y una silueta oval cuando se mira en vista lateral. Las vértebras cervicales son opistocelosas con un pronunciado borde aplanado alrededor de la articulación en forma de bola anterior. Una fenestra transversa se sitúa en el arco neural de las vértebras dorsales en frents del hiposfeno (de acuerdo con Rauhut, 2000).

## Descubrimiento e investigación

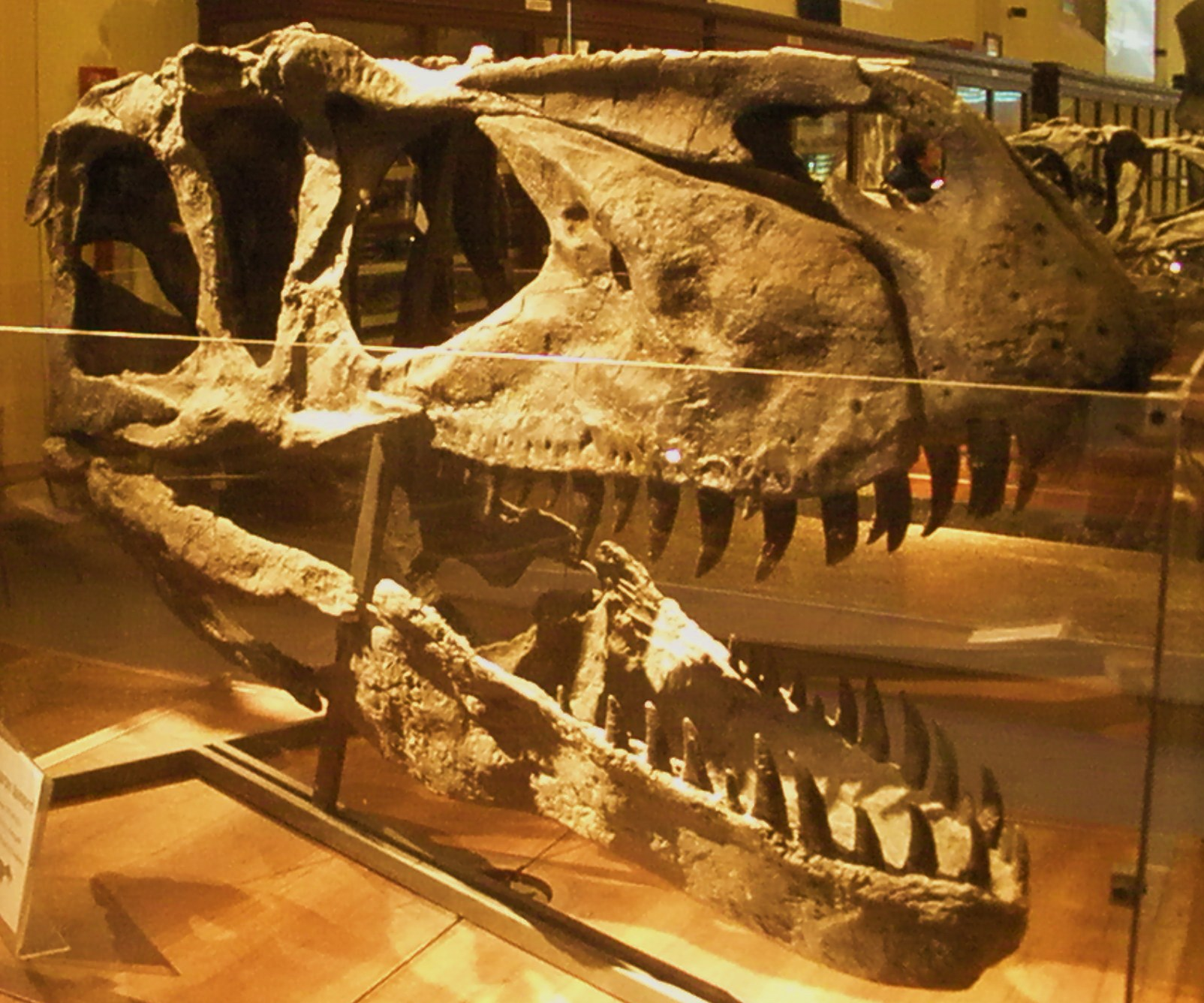
Cráneo reconstruido de T. tanneri, Museo Capellini di Bologna.

Los primeros restos descubiertos atribuibles a Torvosaurus fueron descubiertos en 1899 por Elmer Riggs en las "Freeze-out Hills" del sureste de Wyoming, 18 kilómetros al noroeste de la ciudad de Medicine Bow. El material consistía en parte del pie izquierdo y la mano derecha y fueron llevados al Museo Field de Historia Natural en Chicago, Illinois, donde se almacenaron hasta que fueron redescubiertos alrededor de 2010. El espécimen fue asignado a T. tanneri luego de ser descrito en 2014.
En 1971 Vivian Jones, de Delta, Colorado, Estados Unidos, en la Cantera Calico Gulch en el condado de Moffat, descubrió una garra enorme del pulgar de un terópodo. Esta fue enseñada a James Alvin Jensen, un coleccionista que trabajaba para la Universidad Brigham Young. En un esfuerzo por descubrir fósiles comparables, el esposo de Vivian, Daniel Eddie Jones dirigió a Jensen a la Cantera de Dry Mesa, en donde se encontraron abundantes huesos de terópodos gigantes, junto con los de Supersaurus, en las rocas de la Formación de Morrison. A partir de 1972 en adelante el sitio fue excavado por Jensen y Kenneth Stadtman, pero el género y la especie de este dinosaurio no serían nombrados sino hasta 1979 por Peter Malcolm Galton y Jensen. El nombre del género Torvosaurus deriva de la palabra latina torvus, que significa "salvaje", y la palabra griega sauros, σαυρος, que significa "lagarto". El nombre específico T.  tanneri, lleva el nombre del primer consejero de la Primera Presidencia de la Iglesia de Jesucristo de los Santos de los Últimos Días, Nathan Eldon Tanner. En 1985 Jensen pudo reportar una considerable cantidad de material adicional, incluyendo los primeros elementos craneales. Los fósiles de Colorado fueron descritos posteriormente por Brooks Britt en 1991.

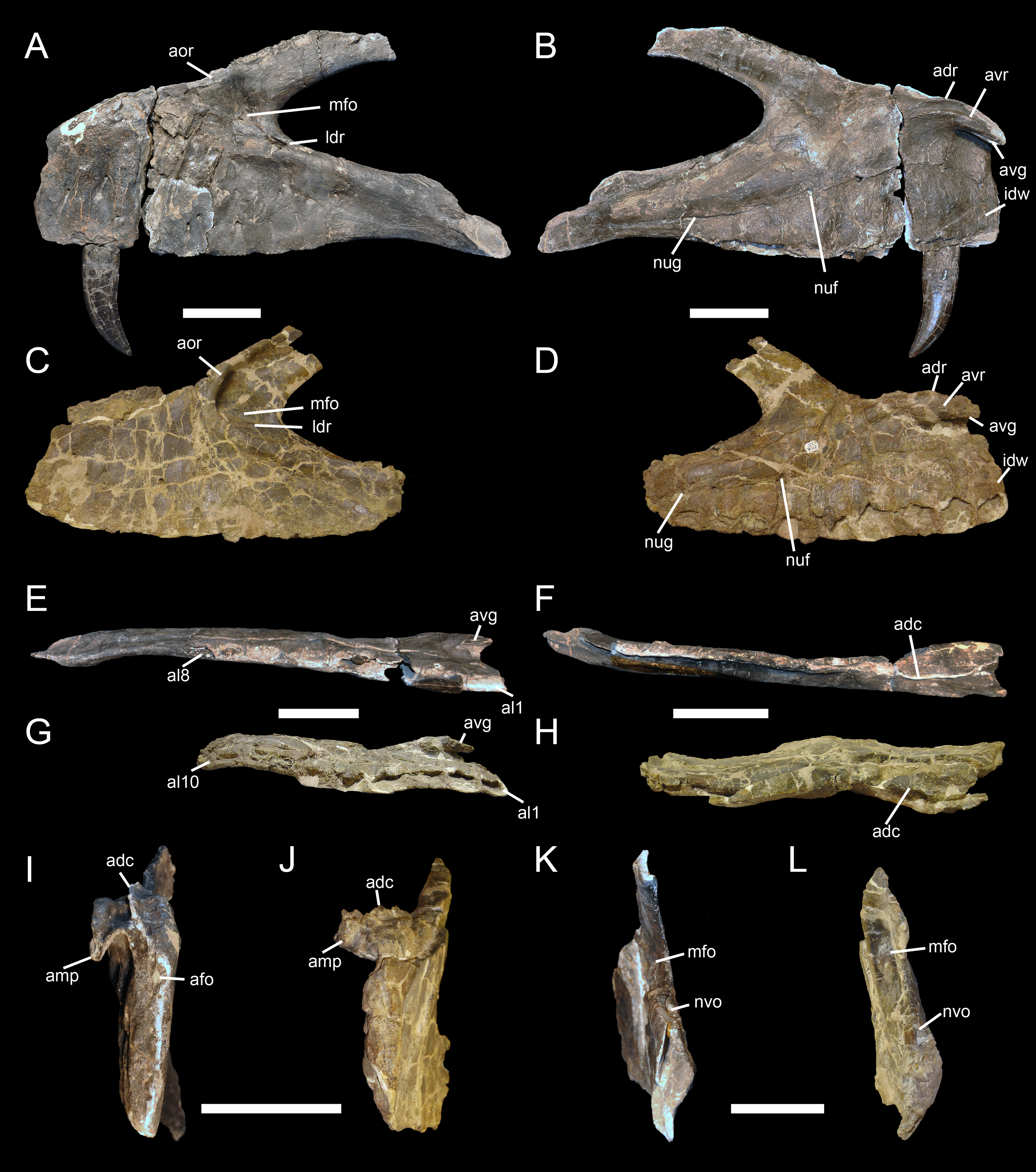
Maxilares de T. gurneyi y T. tanneri comparados.

El holotipo BYU 2002, consistía originalmente de huesos de la parte superior del brazo , elhúmero y los del antebrazo, el radio y el cúbito. Los paratipos incluyen algunos huesos de la espalda, de la cadera y de las manos. Cuando se añade el material descrito en 1985, los principales elementos faltantes son la cintura escapular y el fémur. La garra del pulgar original, el espécimen BYUVP 2020, fue referido solo de manera provisional ya que fue hallado en un sitio a 195 kilómetros de distancia de la Cantera Dry Mesa. El holotipo y los paratipos representan por lo menos a tres individuos, dos adultos y un juvenil. En 1991 Brooks Britt concluyó que no había pruebas de que los miembros delanteros del holotipo estuvieran asociados y escogió al húmero izquierdo como el lectotipo. Varios huesos y dientes aislados hallados en otros sitios en Estados Unidos han sido referidos a Torvosaurus.
En 1992, los fósiles de un gran terópodo hallado en Como Bluff en Wyoming fueron nombrados por Robert T. Bakker et al. como la especie Edmarka rex. Bakker y colegas quedaron impresionados con el tamaño de Edmarka, y señalaron que "competiría con T. rex en longitud total" y vieron este tamaño aproximado como "un techo natural para los carnívoros de dinosaurios". Este es frecuentemente considerado como un sinónimo más moderno de Torvosaurus, pero aún no se ha llevado a cabo un análisis detallado. El mismo sitio ha producido restos comparables para el que se ha usado el nomen nudum "Brontoraptor". La mayoría de los investigadores ahora consideran que ambos especímenes pertenecen a Torvosaurus tanneri. Sin embargo, tanto Edmarka rex como "Brontoraptor" requieren una reclasificación para determinar si realmente pertenecen a T. tanneri ya que todos los especímenes descritos antes de su descubrimiento indican que alcanzaron su tamaño adulto, y ambos especímenes incompletos carecen de descripciones osteológicas detalladas.
En 2012, se descubrió un espécimen completo al 55% aún sin describir en Colorado en la cantera Skull Creek, una exposición de la Formación Morrison. El espécimen, apodado "Elvis", incluía los huesos de la pelvis, la columna vertebral y las extremidades posteriores, una columna vertebral asociada completa, elementos maxilares y craneales, y es el espécimen más completo de Torvosaurus encontrado hasta la fecha. Un esqueleto montado del espécimen, con partes faltantes reconstruidas con moldes de otros especímenes de Torvosaurus, se encuentra actualmente en exhibición en el Museo de Historia Natural y Ciencias de Cincinnati.
En 2000, material hallado en Portugal fue referido a Torvosaurus sp. por Octávio Mateus y Miguel Telles Antunes. En 2006 fósiles de la Formación Lourinhã portuguesa fueron referidos a Torvosaurus tanneri. Sin embargo, en 2012 Matthew Carrano et al. concluyeron que este material no se podía determinar con mayor precisión que a Torvosaurus sp. En 2013 y 2014 se reportaron huevos con y sin embriones de Portugal, referidos a Torvosaurus. La especie protuguesa se nombró T. gurneyi en homenaje a James Gurney, autor de Dinotopia, en 2014. Fue el carácter distintivo morfológico del maxilar holotipo ML1100 lo que llevó al nombre de la especie portuguesa. Es el mayor terópodo conocido de Europa, aunque una vértebra caudal anterior aislada de la Formación Vega en España, que puede pertenecer a Torvosaurus o un taxón estrechamente relacionado, es aproximadamente un 15% más grande que la encontrada en T. gurneyi. Además, los restos de un gran espinosáurido de la Formación Vectis en la Isla de Wight incluyen vértebras de tamaño comparable a las de Spinosaurus, lo que indica un animal que supera los 10 metrod de longitud, lo que lo convertiría en el terópodo europeo más grande registrado. En 2017, se describió un conjunto de material craneal portugués asignado a Torvosaurus, incluido un espécimen interpretado como perteneciente al mismo individuo que el holotipo de Torvosaurus gurneyi.
Más restos de un gran terópodo que ahora se cree que fue Torvosaurus fueron descubiertos en la Formación Tendaguru de Tanzania. Werner Janensch lo llamó "Megalosaurus" ingens en 1920, basado en el espécimen MB R 1050, un diente de 12 centímetros de largo de lo que en esa época se llamaba África Oriental Alemana. Al final fue reclasificado como miembro probable de Carcharodontosauridae antes de ser reclasificado como miembro probable del género Torvosaurus en 2020, creando así potencialmente la nueva especie, Torvosaurus ingens. Esta nueva combinación de nombre también incluía a FC-DPV 2971, un diente lateral grande y completo del Jurásico Superior de Uruguay, más precisamente la Formación Tacuarembo, aunque sin embargo, se necesitarían recolectar más especímenes antes de que esto pueda ser reconocido oficialmente como una nueva especie. Sin embargo, Rauhut et al. consideran que los dientes no son diagnósticos, siendo coherentes en tamaño y forma con una variedad de otros terópodos, incluidos los carcarodontosáuridos y por lo tanto, consideran que su atribución al género es problemática.
En 2020, se describió un maxilar fragmentario atribuible a Torvosaurus de la Formación Ornatenton del Calloviense medio de Alemania. Este es el registro más antiguo del género y sugiere que los megalosaurinos se originaron en Europa, o al menos que Europa fue un plato giratorio biogeográfico para este grupo desde el Jurásico Medio hasta principios del Jurásico Superior. Otras posibles instancias de Torvosaurus en Europa incluyen restos fragmentarios de la Arcilla de Kimmeridge de Inglaterra que posiblemente pertenecen al género.

### Sinónimos
Edmarka rex fue nombrado como un nuevo género y especie para un terópodo de Como Bluff, Wyoming en 1992 por Robert Bakker, Donald Kralis, James Siegwarth y James Filla. Ellos distinguieron a su nueva especie de Torvosaurus tanneri por rasgos del hueso yugal, el cual ellos sugirieron que mostraba rasgos tanto avanzados como primitivos. También se describieron el escápulo-coracoides, las costillas y el pubis.  Bakker et al. estaban impresionados por el tamaño de Edmarka, señalando que "podría rivalizar con T. rex en longitud total," y observando que este tamaño aproximado sería "un tope natural para los dinosaurios carnívoros." Sin embargo, muchos investigadores consideran a estos especímenes como parte de Torvosaurus tanneri.
A otro espécimen de Wyoming se le dio el nombre informal de "Brontoraptor" por parte de algunos de los mismos investigadores en 1996. El nombre nunca fue publicado oficialmente, a pesar de aparecer como un nomen nudum en la década de 1990. Un manuscrito con su descripción ha circulado en línea, y su nombre fue acuñado por el paleontólogo Robert T. Bakker. Ahora se lo considera generalmente como un ejemplar de Torvosaurus tanneri.

### Etimología
El nombre del género Torvosaurus significa "lagarto salvaje", y se deriva de la palabra en latín torvus "salvaje" y el término griego sauros (σαυρος) que significa "lagarto". El nombre de la especie tanneri, se debe al primer consejero de la Primera Presidencia de la Iglesia de Jesucristo de los Santos de los Últimos Días, Nathan Eldon Tanner. Torvosaurus gurneyi por su parte está dedicado al paleoartista James Gurney. Torvosaurus fue descrito y nombrado por Peter M. Galton y James A. Jensen en 1979 con la especie tipo Torvosaurus tanneri.

## Clasificación
Cuando fue descrito originalmente en 1979, Torvosaurus fue clasificdo como un megalosáurido, el cual es el consenso actual. Fue luego asignado a Carnosauria por Ralph Molnar et al. en 1990, y a una posición basal en Spinosauroidea por Oliver Walter Mischa Rauhut en 2003 y en una posición muy basal en Tetanurae por Thomas Holtz en 1994. Todas estas asignaciones ya no cuentan con apoyo por los análisis filogenéticos modernos. En 1985, Jensen asignó a Torvosaurus en su propia familia, los Torvosauridae. A pesar del apoyo a este concepto por Paul Sereno y Mateus, parece redundante ya que Torvosaurus está cercanamente relacionado, y quizás es la especie hermana, del más antiguo Megalosaurus dentro de Megalosaurinae. Aun así, Torvosauridae puede ser usado como un nombre alternativo para Megalosauridae si se considera a Megalosaurus como un nomen dubium sin determinar. Aunque es un pariente cercano de Megalosaurus, Torvosaurus parece ser más avanzado o apomórfico. El clado mayor al que pertenece Torvosaurus, los megalosáuridos, son considerados comúnmente como una ramal basal de los Tetanurae, y considerados más o menos derivados que los carnosaurios o los celurosaurios, y probablemente relacionados de cerca con los espinosáuridos.

### Filogenia
El siguiente es un  cladograma basado en el análisis filogenético realizado por Carrano, Benson & Sampson de 2012, mostrando las relaciones de Torvosaurus:

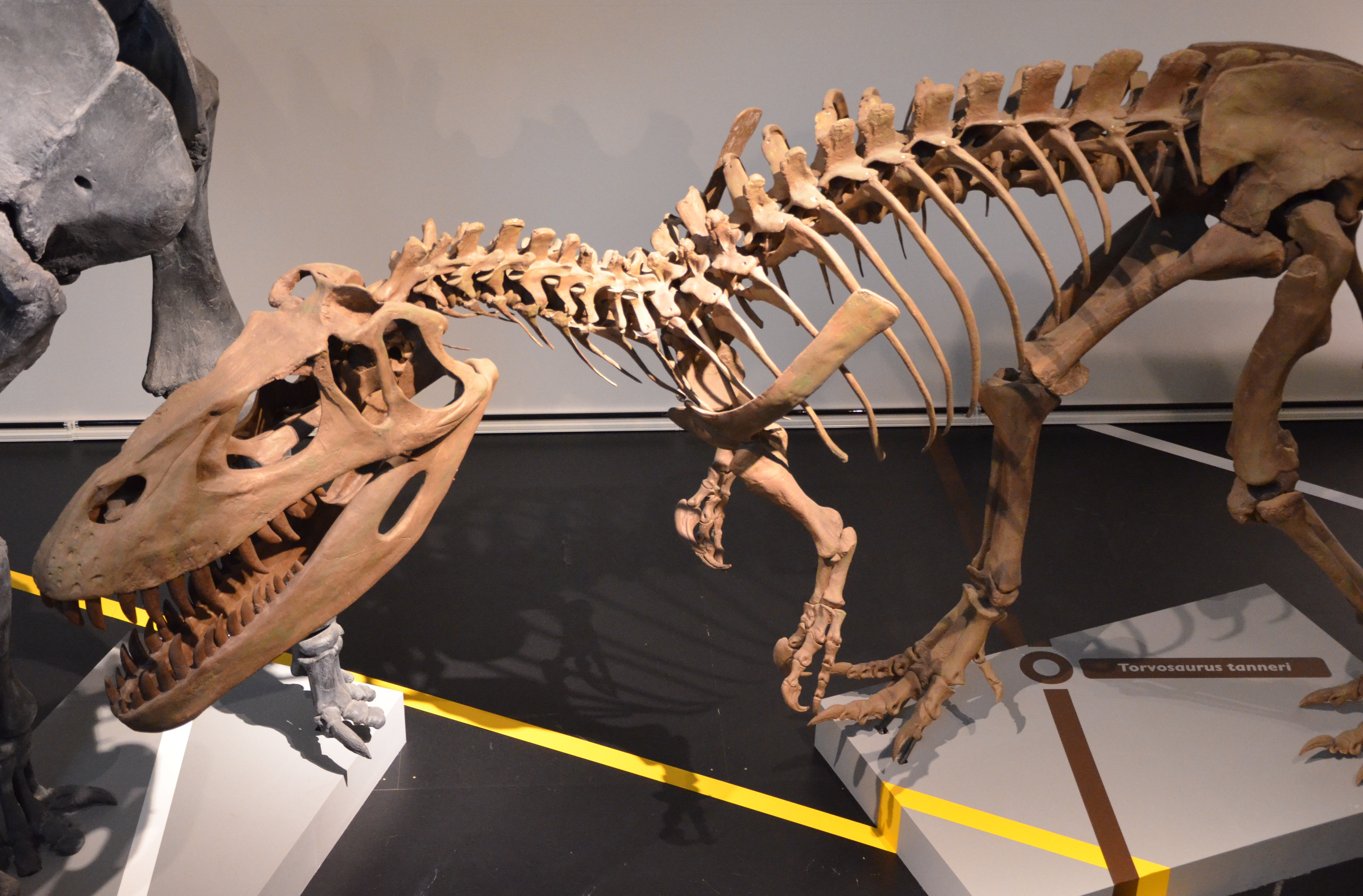
Esqueleto restaurado de T. tanneri en el Museo de Ciencias Naturales, Madrid.

|  | Eustreptospondylus |
|  |                    |

|  | Duriavenator                                                 |
|  |                                                              |
|  | \| \| Megalosaurus \| \| \| \| \| \| Torvosaurus \| \| \| \| |
|  |                                                              |
|  | Megalosaurus                                                 |
|  |                                                              |
|  | Torvosaurus                                                  |
|  |                                                              |

|  | Megalosaurus |
|  |              |
|  | Torvosaurus  |
|  |              |

|  | Dubreuillosaurus |
|  |                  |
|  | Magnosaurus      |
|  |                  |

|  | Leshansaurus   |
|  |                |
|  | Piveteausaurus |
|  |                |

|  | Dubreuillosaurus |
|  |                  |
|  | Magnosaurus      |
|  |                  |

|  | Leshansaurus   |
|  |                |
|  | Piveteausaurus |
|  |                |

|  | Duriavenator                                                 |
|  |                                                              |
|  | \| \| Megalosaurus \| \| \| \| \| \| Torvosaurus \| \| \| \| |
|  |                                                              |
|  | Megalosaurus                                                 |
|  |                                                              |
|  | Torvosaurus                                                  |
|  |                                                              |

|  | Megalosaurus |
|  |              |
|  | Torvosaurus  |
|  |              |

|  | Dubreuillosaurus |
|  |                  |
|  | Magnosaurus      |
|  |                  |

|  | Leshansaurus   |
|  |                |
|  | Piveteausaurus |
|  |                |

|  | Dubreuillosaurus |
|  |                  |
|  | Magnosaurus      |
|  |                  |

|  | Leshansaurus   |
|  |                |
|  | Piveteausaurus |
|  |                |

|  | Eustreptospondylus |
|  |                    |

|  | Duriavenator                                                 |
|  |                                                              |
|  | \| \| Megalosaurus \| \| \| \| \| \| Torvosaurus \| \| \| \| |
|  |                                                              |
|  | Megalosaurus                                                 |
|  |                                                              |
|  | Torvosaurus                                                  |
|  |                                                              |

|  | Megalosaurus |
|  |              |
|  | Torvosaurus  |
|  |              |

|  | Dubreuillosaurus |
|  |                  |
|  | Magnosaurus      |
|  |                  |

|  | Leshansaurus   |
|  |                |
|  | Piveteausaurus |
|  |                |

|  | Dubreuillosaurus |
|  |                  |
|  | Magnosaurus      |
|  |                  |

|  | Leshansaurus   |
|  |                |
|  | Piveteausaurus |
|  |                |

|  | Duriavenator                                                 |
|  |                                                              |
|  | \| \| Megalosaurus \| \| \| \| \| \| Torvosaurus \| \| \| \| |
|  |                                                              |
|  | Megalosaurus                                                 |
|  |                                                              |
|  | Torvosaurus                                                  |
|  |                                                              |

|  | Megalosaurus |
|  |              |
|  | Torvosaurus  |
|  |              |

|  | Dubreuillosaurus |
|  |                  |
|  | Magnosaurus      |
|  |                  |

|  | Leshansaurus   |
|  |                |
|  | Piveteausaurus |
|  |                |

|  | Dubreuillosaurus |
|  |                  |
|  | Magnosaurus      |
|  |                  |

|  | Leshansaurus   |
|  |                |
|  | Piveteausaurus |
|  |                |

|  | Eustreptospondylus |
|  |                    |

|  | Duriavenator                                                 |
|  |                                                              |
|  | \| \| Megalosaurus \| \| \| \| \| \| Torvosaurus \| \| \| \| |
|  |                                                              |
|  | Megalosaurus                                                 |
|  |                                                              |
|  | Torvosaurus                                                  |
|  |                                                              |

|  | Megalosaurus |
|  |              |
|  | Torvosaurus  |
|  |              |

|  | Dubreuillosaurus |
|  |                  |
|  | Magnosaurus      |
|  |                  |

|  | Leshansaurus   |
|  |                |
|  | Piveteausaurus |
|  |                |

|  | Dubreuillosaurus |
|  |                  |
|  | Magnosaurus      |
|  |                  |

|  | Leshansaurus   |
|  |                |
|  | Piveteausaurus |
|  |                |

|  | Duriavenator                                                 |
|  |                                                              |
|  | \| \| Megalosaurus \| \| \| \| \| \| Torvosaurus \| \| \| \| |
|  |                                                              |
|  | Megalosaurus                                                 |
|  |                                                              |
|  | Torvosaurus                                                  |
|  |                                                              |

|  | Megalosaurus |
|  |              |
|  | Torvosaurus  |
|  |              |

|  | Dubreuillosaurus |
|  |                  |
|  | Magnosaurus      |
|  |                  |

|  | Leshansaurus   |
|  |                |
|  | Piveteausaurus |
|  |                |

|  | Dubreuillosaurus |
|  |                  |
|  | Magnosaurus      |
|  |                  |

|  | Leshansaurus   |
|  |                |
|  | Piveteausaurus |
|  |                |

|  | Eustreptospondylus |
|  |                    |

|  | Duriavenator                                                 |
|  |                                                              |
|  | \| \| Megalosaurus \| \| \| \| \| \| Torvosaurus \| \| \| \| |
|  |                                                              |
|  | Megalosaurus                                                 |
|  |                                                              |
|  | Torvosaurus                                                  |
|  |                                                              |

|  | Megalosaurus |
|  |              |
|  | Torvosaurus  |
|  |              |

|  | Dubreuillosaurus |
|  |                  |
|  | Magnosaurus      |
|  |                  |

|  | Leshansaurus   |
|  |                |
|  | Piveteausaurus |
|  |                |

|  | Dubreuillosaurus |
|  |                  |
|  | Magnosaurus      |
|  |                  |

|  | Leshansaurus   |
|  |                |
|  | Piveteausaurus |
|  |                |

|  | Duriavenator                                                 |
|  |                                                              |
|  | \| \| Megalosaurus \| \| \| \| \| \| Torvosaurus \| \| \| \| |
|  |                                                              |
|  | Megalosaurus                                                 |
|  |                                                              |
|  | Torvosaurus                                                  |
|  |                                                              |

|  | Megalosaurus |
|  |              |
|  | Torvosaurus  |
|  |              |

|  | Dubreuillosaurus |
|  |                  |
|  | Magnosaurus      |
|  |                  |

|  | Leshansaurus   |
|  |                |
|  | Piveteausaurus |
|  |                |

|  | Dubreuillosaurus |
|  |                  |
|  | Magnosaurus      |
|  |                  |

|  | Leshansaurus   |
|  |                |
|  | Piveteausaurus |
|  |                |

|  | Eustreptospondylus |
|  |                    |

|  | Duriavenator                                                 |
|  |                                                              |
|  | \| \| Megalosaurus \| \| \| \| \| \| Torvosaurus \| \| \| \| |
|  |                                                              |
|  | Megalosaurus                                                 |
|  |                                                              |
|  | Torvosaurus                                                  |
|  |                                                              |

|  | Megalosaurus |
|  |              |
|  | Torvosaurus  |
|  |              |

|  | Dubreuillosaurus |
|  |                  |
|  | Magnosaurus      |
|  |                  |

|  | Leshansaurus   |
|  |                |
|  | Piveteausaurus |
|  |                |

|  | Dubreuillosaurus |
|  |                  |
|  | Magnosaurus      |
|  |                  |

|  | Leshansaurus   |
|  |                |
|  | Piveteausaurus |
|  |                |

|  | Duriavenator                                                 |
|  |                                                              |
|  | \| \| Megalosaurus \| \| \| \| \| \| Torvosaurus \| \| \| \| |
|  |                                                              |
|  | Megalosaurus                                                 |
|  |                                                              |
|  | Torvosaurus                                                  |
|  |                                                              |

|  | Megalosaurus |
|  |              |
|  | Torvosaurus  |
|  |              |

|  | Dubreuillosaurus |
|  |                  |
|  | Magnosaurus      |
|  |                  |

|  | Leshansaurus   |
|  |                |
|  | Piveteausaurus |
|  |                |

|  | Dubreuillosaurus |
|  |                  |
|  | Magnosaurus      |
|  |                  |

|  | Leshansaurus   |
|  |                |
|  | Piveteausaurus |
|  |                |

|  | Eustreptospondylus |
|  |                    |

|  | Duriavenator                                                 |
|  |                                                              |
|  | \| \| Megalosaurus \| \| \| \| \| \| Torvosaurus \| \| \| \| |
|  |                                                              |
|  | Megalosaurus                                                 |
|  |                                                              |
|  | Torvosaurus                                                  |
|  |                                                              |

|  | Megalosaurus |
|  |              |
|  | Torvosaurus  |
|  |              |

|  | Dubreuillosaurus |
|  |                  |
|  | Magnosaurus      |
|  |                  |

|  | Leshansaurus   |
|  |                |
|  | Piveteausaurus |
|  |                |

|  | Dubreuillosaurus |
|  |                  |
|  | Magnosaurus      |
|  |                  |

|  | Leshansaurus   |
|  |                |
|  | Piveteausaurus |
|  |                |

|  | Duriavenator                                                 |
|  |                                                              |
|  | \| \| Megalosaurus \| \| \| \| \| \| Torvosaurus \| \| \| \| |
|  |                                                              |
|  | Megalosaurus                                                 |
|  |                                                              |
|  | Torvosaurus                                                  |
|  |                                                              |

|  | Megalosaurus |
|  |              |
|  | Torvosaurus  |
|  |              |

|  | Dubreuillosaurus |
|  |                  |
|  | Magnosaurus      |
|  |                  |

|  | Leshansaurus   |
|  |                |
|  | Piveteausaurus |
|  |                |

|  | Dubreuillosaurus |
|  |                  |
|  | Magnosaurus      |
|  |                  |

|  | Leshansaurus   |
|  |                |
|  | Piveteausaurus |
|  |                |

|  | Eustreptospondylus |
|  |                    |

|  | Duriavenator                                                 |
|  |                                                              |
|  | \| \| Megalosaurus \| \| \| \| \| \| Torvosaurus \| \| \| \| |
|  |                                                              |
|  | Megalosaurus                                                 |
|  |                                                              |
|  | Torvosaurus                                                  |
|  |                                                              |

|  | Megalosaurus |
|  |              |
|  | Torvosaurus  |
|  |              |

|  | Dubreuillosaurus |
|  |                  |
|  | Magnosaurus      |
|  |                  |

|  | Leshansaurus   |
|  |                |
|  | Piveteausaurus |
|  |                |

|  | Dubreuillosaurus |
|  |                  |
|  | Magnosaurus      |
|  |                  |

|  | Leshansaurus   |
|  |                |
|  | Piveteausaurus |
|  |                |

|  | Duriavenator                                                 |
|  |                                                              |
|  | \| \| Megalosaurus \| \| \| \| \| \| Torvosaurus \| \| \| \| |
|  |                                                              |
|  | Megalosaurus                                                 |
|  |                                                              |
|  | Torvosaurus                                                  |
|  |                                                              |

|  | Megalosaurus |
|  |              |
|  | Torvosaurus  |
|  |              |

|  | Dubreuillosaurus |
|  |                  |
|  | Magnosaurus      |
|  |                  |

|  | Leshansaurus   |
|  |                |
|  | Piveteausaurus |
|  |                |

|  | Dubreuillosaurus |
|  |                  |
|  | Magnosaurus      |
|  |                  |

|  | Leshansaurus   |
|  |                |
|  | Piveteausaurus |
|  |                |

|  | Eustreptospondylus |
|  |                    |

|  | Duriavenator                                                 |
|  |                                                              |
|  | \| \| Megalosaurus \| \| \| \| \| \| Torvosaurus \| \| \| \| |
|  |                                                              |
|  | Megalosaurus                                                 |
|  |                                                              |
|  | Torvosaurus                                                  |
|  |                                                              |

|  | Megalosaurus |
|  |              |
|  | Torvosaurus  |
|  |              |

|  | Dubreuillosaurus |
|  |                  |
|  | Magnosaurus      |
|  |                  |

|  | Leshansaurus   |
|  |                |
|  | Piveteausaurus |
|  |                |

|  | Dubreuillosaurus |
|  |                  |
|  | Magnosaurus      |
|  |                  |

|  | Leshansaurus   |
|  |                |
|  | Piveteausaurus |
|  |                |

|  | Duriavenator                                                 |
|  |                                                              |
|  | \| \| Megalosaurus \| \| \| \| \| \| Torvosaurus \| \| \| \| |
|  |                                                              |
|  | Megalosaurus                                                 |
|  |                                                              |
|  | Torvosaurus                                                  |
|  |                                                              |

|  | Megalosaurus |
|  |              |
|  | Torvosaurus  |
|  |              |

|  | Dubreuillosaurus |
|  |                  |
|  | Magnosaurus      |
|  |                  |

|  | Leshansaurus   |
|  |                |
|  | Piveteausaurus |
|  |                |

|  | Dubreuillosaurus |
|  |                  |
|  | Magnosaurus      |
|  |                  |

|  | Leshansaurus   |
|  |                |
|  | Piveteausaurus |
|  |                |

## Paleobiología

### Huevos y oviparismo
El cuidadoso estudio de los embriones fósiles de dinosaurios provee a los investigadores información sobre la transformación del embrión a través del tiempo, las distintas trayectorias de desarrollo presentes en los linajes de los dinosaurios, el comportamiento reproductivo y el cuidado parental.
En 2013, Araújo et al. anunciaron el descubrimiento del espécimen ML1188, una colección de huevos aplastados de dinosaurio y material de embriones atribuidos a Torvosaurus. Este descubrimiento da mayor apoyo a la idea de que los grandes dinosaurios terópodos eran ovíparos, lo que significa que depositaban huevos y por lo tanto el desarrollo embrional se producía por fuera del cuerpo de las hembras de dinosaurio. Este descubrimiento fue realizado en 2005 por el buscador de fósiles holandés aficionado Aart Walen, en la formación Lourinhã en el oeste de Portugal, en un banco de sedimentos fluviales que se considera que pertenecen a la etapa del Titoniense del período Jurásico, hace aproximadamente de 152 a 145 millones de años. Este descubrimiento es significativo paleontológicamente por varias razones. Primero son los embriones de dinosaurio más primitivos conocidos. Son los únicos embriones de terópodos basales conocidos. Los huevos y embriones fosilizados rara vez son hallados juntos.  Representa la primera evidencia de una cáscara de huevo de una capa en los dinosaurios terópodos y permite a los investigadores vincular una nueva morfología de cáscaras de huevo con la osteología de un grupo particular de dinosaurios terópodos. El espécimen se encuentra alojado en el Museu da Lourinhã, en Portugal. Ya que los huevos fueron abandonados debido a circunstancias desconocidas, no se sabe si Torvosaurus proporcionaba cuidado parental a sus huevos y crías o los abandonaba poco después de la puesta. Sin embargo, las cáscaras de huevo son muy porosas, lo que permite un intercambio gaseoso eficiente entre los medios externo e interno y, por lo tanto, indica huevos enterrados para incubar dentro del sustrato, de manera similar a las tortugas marinas modernas. Esto también es corroborado por el entorno tafonómico no perturbado y el contexto geológico de baja energía.
Todos los especímenes de Torvosaurus documentados de la Formación Morrison son de individuos probablemente adultos de tamaño similar, y la falta de individuos inmaduros puede explicarse por muchos factores, ninguno de los cuales es mutuamente excluyente. Por un lado, se sabe que la formación preserva mejor a los grandes vertebrados que a los más pequeños. Los individuos inmaduros también pueden haber ocupado un nicho ecológico diferente al de los adultos en hábitats donde era probable que sus restos se conservaran como fósiles, y también pueden haber sido la presa elegida por depredadores más grandes. Torvosaurus también puede haber experimentado la supervivencia de la población Tipo B1 como se ha encontrado en otros dinosaurios, con un aumento de la mortalidad después de alcanzar la madurez sexual, lo que lleva a una abundancia de individuos maduros en el registro fósil. Una última posibilidad es que los restos inmaduros de Torvosaurus puedan identificarse erróneamente debido a que tienen diferentes proporciones en comparación con los adultos muy grandes y robustos.

## Paleoecología

### Procedencia y aparición

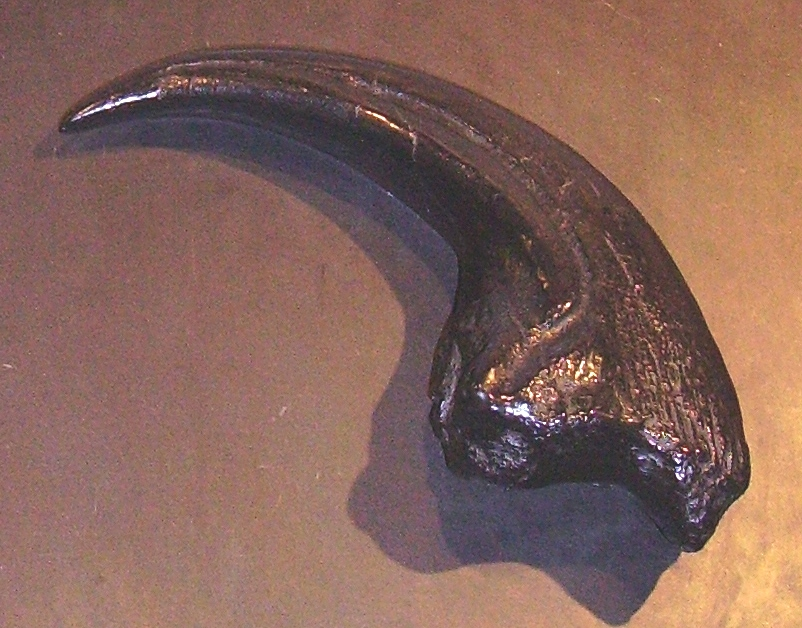
Réplica de la garra de Torvosaurus tanneri, Museo de Historia Natural, Londres.

El espécimen tipo de Torvosaurus tanneri BYU 2002 fue recuperado en la cantera Dry Mesa del Miembro Cuenca Brushy de la Formación de Morrison, en el condado de Montrose, Colorado. El espécimen recolectado por James A. Jensen y Kenneth Stadtman en 1972 apareció en una arenisca de granos medianos y ásperos que fue depositada durante las etapas del Titoniense al Kimmeridgiense del período Jurásico, hace aproximadamente de 153 a 148 millones de años. Este espécimen se encuentra alojado en la colección de la Universidad Brigham Young en Provo, Utah, EE. UU..

### Fauna y hábitat en Norteamérica
Los estudios sugieren que el paleoambiente de esta sección de la Formación de Morrison incluían ríos que fluían desde el oeste en una cuenca que contenía un gigantesco lago alcalino salino y que había extensas zonas húmedas en las vecindades. La cantera de dinosaurios de Dry Mesa en el oeste de Colorado alberga a uno de los conjuntos de vertebrados del Jurásico Superior más diversos del mundo. La cantera de Dry Mesa Quarry ha producido los restos de los saurópodos Apatosaurus, Diplodocus, Barosaurus, Supersaurus, Dystylosaurus y Camarasaurus, a los iguanodontianos Camptosaurus y Dryosaurus y a los terópodos Allosaurus, Tanycolagreus, Koparion, Stokesosaurus, Ceratosaurus y Ornitholestes, así como a Othnielosaurus, Gargoyleosaurus y Stegosaurus.
La flora de este período ha sido revelada por fósiles de algas verdes, hongos, musgos, equisetos, helechos, cícadas, ginkgos, y varias familias de coníferas. Los fósiles de animales descubiertos incluyen bivalvos, caracoles, peces óseos, ranas, salamandras, tortugas, esfenodontes, lagartos,  crocodilomorfos acuáticos y terrestres como Hoplosuchus, cotilosaurios, varias especies de pterosaurios, como Harpactognathus, y mamíferos primitivos, tales como multituberculados, simetrodontes y triconodontes.

### Fauna y hábitat en Europa

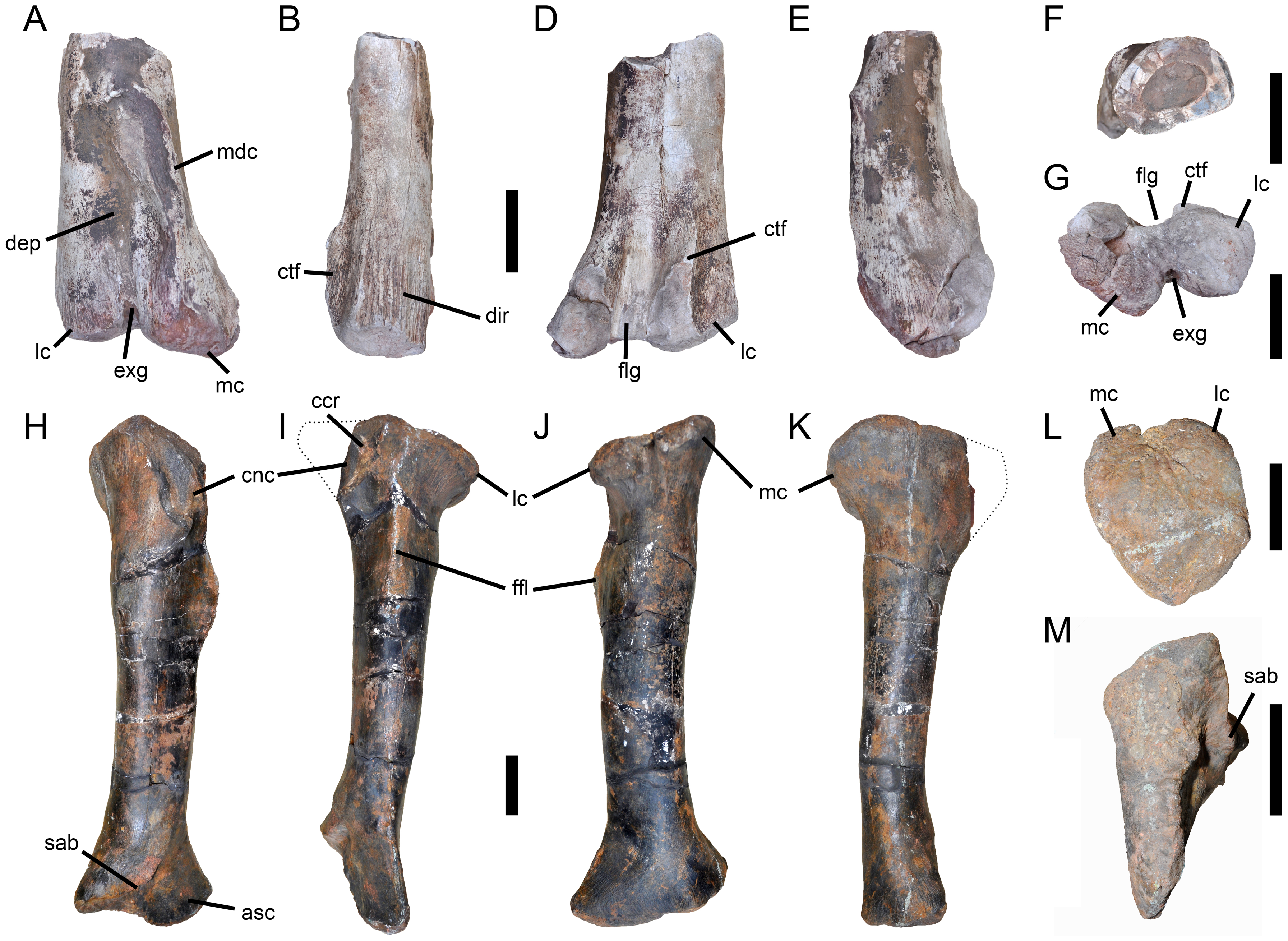
Fémur y tibia referidos a T. gurneyi.

La formación de Lourinhã también data del Kimmeridgiano-Titoniano. El ambiente era costero, y por lo tanto tenía una fuerte influencia marina. Su flora y fauna eran muy parecidas a las de Morrison. Torvosaurus parece haber sido el principal depredador aquí. Vivió junto a las especies europeas de Allosaurus (A. europaeus) y Ceratosaurus. El terópodo Lourinhanosaurus también residía en el área. Lusotitan era el mayor saurópodo en la región, junto a los diplodócidos Dinheirosaurus y Lourinhasaurus. Tanto Dacentrurus como Miragaia eran estegosaurios, mientras que Dracopelta era un anquilosaurio. Draconyx era un iguanodontiano emparentado con Camptosaurus. Debido a la influencia marina de la Formación Lourinhã, también se han hallado tiburones, tortugas plesioquelídidas y crocodiliformes teleosáuridos.
La Formación Ornatenton es un depósito marino poco profundo de edad Calloviense, dentro de la formación Torvosaurus era simpátrico con el Wiehenvenator estrechamente relacionado y también grande .

### Fauna y hábitat en África
La arenisca de grano fino con capas cruzadas onduladas y canales a pequeña escala en la base del Miembro Dinosaurio Superior de la Formación Tendaguru, de la cual se conoce el posible material de Torvosaurus, se interpreta como depósitos de planicies de marea. Estaban presentes cuerpos de agua quieta tales como pequeños lagos y estanques y probablemente también estaba presente un ambiente de depósito de agua dulce cerca del mar.
La posible especie Torvosaurus, T. ingens, de la Formación Tendaguru habría compartido su hábitat con muchas especies de saurópodos , como Australodocus, Dicraeosaurus, Giraffatitan, Janenschia, Tornieria, Wamweracaudia, tres especies sin nombre de saurópodos diplodocinos, una especie sin nombre de flagellicaudato y "El arzobispo", un braquiosáurido gigante sin describir. Los terópodos con los que coexistió fueron Allosaurus tendagurensis, Ceratosaurus roechlingi, Elaphrosaurus, Labrosaurus stechowi, Ostafrikasaurus, Veterupristisaurus, con el que posiblemente habría competido por ser el máximo depredador, un posible abelisauroideo y un megalosauroideo indeterminado , mientras que los ornitisquios con los que coexistió fueron Dysalotosaurus y Kentrosaurus. En cuanto a los pterosaurios, coexistió con Tendaguripterus, un arqueopterodactiloide indeterminado, un azdárquido indeterminado, dos dsungaripteroides indeterminados, un ramforincoide indeterminado, y un pterosaurio indeterminado de clasificación desconocida. Debido al entorno costero de la Formación Tendaguru, también están presentes crocodiliformes como Bernissartia , anfibios , incluido un lisanfibio sin nombre y tiburones.

### Fauna y hábitat en América del Sur
Dentro de América del Sur, los posibles restos de Torvosaurus solo están presentes dentro de la Formación Tacuarembó de Uruguay. Debido a que la formación se depositó en areniscas , limolitas y lutitas fluviales a lacustres , esto indica que el ambiente de la formación habría estado dominado por ríos, arroyos y lagos.
De estar presente, Torvosaurus probablemente habría sido el depredador ápice en la Formación Tacuarembó, aunque puede haber sido rivalizado por cf. Ceratosaurio. Compartía su hábitat con dos terópodos sin nombre, un celurosaurio sin nombre, un saurópodo sin nombre conocido únicamente por las huellas, un ornitópodo sin nombre también conocido por las huellas, un mesoeucrocodiliano indeterminado , una especie de tortuga indeterminada que vivía junto a la especie de tortuga nombrada Tacuarembemys kusterae, y el posible folidosaurio Meridiosaurio vallisparadisi Peces como Arganodus tiguidiensis, Asiatoceratodus cf. tiguidensis, Neoceratodus africanus y Priohybodus arambourgi, y bivalvos como Diplodon también están presentes.

### Coexistencia con otros grandes carnívoros
Torvosaurus coexistió con otros grandes terópodos como Allosaurus, Ceratosaurus y Saurophaganax en los Estados Unidos, Allosaurus , Ceratosaurus y Lourinhanosaurus en Portugal, posiblemente Veterupristisaurus en Tanzania y posiblemente cf. Ceratosaurio (?) en Uruguay. Los tres, posiblemente cuatro especies de  depredadores parecen haber tenido diferentes nichos ecológicos, según la anatomía y la ubicación de los fósiles. Torvosaurus y Ceratosaurus puede haber preferido estar activo alrededor de las vías fluviales y tener cuerpos más bajos y sinuosos que les habrían dado una ventaja en terrenos boscosos y de maleza, mientras que Allosaurus tenía cuerpos más cortos, piernas más largas, eran más rápidos pero menos maniobrables, y parece haber preferido llanuras aluviales secas. Además, Rauhut et al. en 2016 propusieron que los alosáuridos y los megalosáuridos habrían tenido diferentes preferencias ambientales, siendo los primeros más comunes en las áreas del interior, mientras que los últimos dominaron los ambientes marinos y costeros.

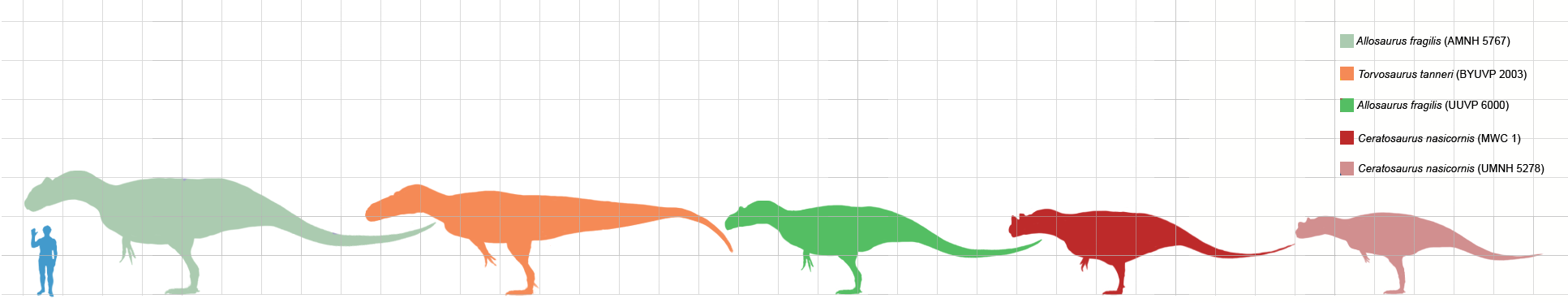
Comparación de Torvosaurus tanneri (en naranja) con un humano y otros terópodos de la formación Morrison.

Por otro lado, la mayoría de los restos de Torvosaurus de la Formación Morrison se han encontrado en localidades que conservan múltiples taxones, incluido Allosaurus, siendo el propio Torvosaurus un componente menor de los lechos de huesos. Este patrón se ha interpretado como indicativo de que Torvosaurus comparte hábitat con otros depredadores, sobre todo Allosaurus, pero en abundancias mucho menores. Los tres también pueden haber tenido diferentes preferencias dietéticas, con Allosaurus siendo más adecuado para cortar huesos gracias a sus dientes aserrados cortos y robustos, cráneo profundo pero angosto y poderosa capacidad de movimiento dorsoventral del cuello, mientras que Ceratosaurus, con sus dientes largos y afilados y su cuello relativamente recto, probablemente no habría sido capaz de hacerlo, sino que se concentraría en los órganos más profundos de un cadáver. Si bien es probable que sea capaz de consumir algunos huesos, Torvosaurus, con su gran cráneo y dientes y su cuerpo grande, poderoso y ágil, puede haberse especializado en abrir y desmembrar cadáveres de saurópodos excepcionalmente grandes, lo que habría permitido a terópodos más pequeños como Allosaurus un mejor acceso, en un posible relación de comensalismo.
Allosaurus era en sí mismo un alimento potencial para otros carnívoros, como lo ilustra un pie púbico de Allosaurus marcado por los dientes de otro terópodo, probablemente Ceratosaurus o Torvosaurus . La ubicación del hueso en el cuerpo, a lo largo del margen inferior del torso y parcialmente protegido por las piernas, y el hecho de que estaba entre los más masivos del esqueleto, indica que el Allosaurus estaba siendo devorado.
Se encontraron marcas de mordeduras en los restos de Allosaurus y Mymoorapelta entre otros huesos con rastros de alimentación en la cantera Mygatt-Moore del Jurásico Superior. A diferencia de los demás, estos han dejado estrías que, cuando se midieron para determinar el ancho del dentículo, produjeron extrapolaciones de dientes y tamaño corporal mayores que cualquier espécimen conocido de Allosaurus o Ceratosaurus, los dos grandes depredadores conocidos por los restos osteológicos de la cantera. En cambio, las extrapolaciones son coherentes con un espécimen inusualmente grande de Allosaurus, o con un gran taxón separado como Torvosaurus o Saurophaganax, los cuales no se conocen en la cantera .El resultado aumenta la diversidad conocida del sitio basándose solo en la evidencia icnológica o representa una poderosa evidencia de canibalismo en Allosaurus. Según la posición y el valor de los nutrientes asociados con los diversos elementos esqueléticos con marcas de mordeduras, se predice que, si bien Mymoorapelta fue depredado o devorado poco después de la muerte, Allosaurus fue depredado algún tiempo después de la muerte.

## En la cultura popular
Torvosaurus, ahora conocido como Torvosaurus gurneyi, fue representado por primera vez en la cultura popular en la serie Dinosaur Revolution. Aparece en el episodio "The Watering Hole", en castellano "El abrevadero" y se lo muestra como el principal depredador de la Formación Lourinhã, depredando a animales como Miragaia y Dinheirosaurus. El programa también lo muestra compitiendo con la forma europea de Allosaurus.